# Jaylen Bond
Jaylen Bond (Norristown, 11 aprile 1993) è un cestista statunitense.